# Liga ACT femenina 2009
La Liga ACT femenina 2009 (conocida como Liga Euskotren 2009 por motivos de patrocinio) es la primera edición de la competición de traineras organizada por la Asociación de Clubes de Traineras (ACT). Se compone de un único grupo de 4 equipos. La temporada comenzó el 11 de julio en El Grove (Pontevedra) y terminó el 16 de agosto en Zarauz (Guipúzcoa).

## Calendario
Las siguientes regatas están programadas para tener lugar en 2009.
| Orden | Regata                           | Fecha     | Localidad  | Provincia  |
| ----- | -------------------------------- | --------- | ---------- | ---------- |
| 1     | I Bandera Concejo de El Grove    | 11 julio  | El Grove   | Pontevedra |
| 2     | I Bandera Concejo de Pontevedra  | 12 julio  | Pontevedra | Pontevedra |
| 3     | I Bandera de Marina de Cudeyo    | 25 julio  | Pedreña    | Cantabria  |
| 4     | I Bandera de Plencia             | 26 julio  | Plencia    | Vizcaya    |
| 5     | I Bandera de Zumaya              | 1 agosto  | Zumaya     | Guipúzcoa  |
| 6     | I Bandera de Guecho              | 2 agosto  | Guecho     | Vizcaya    |
| 7     | I Bandera de Zarauz (1ª jornada) | 15 agosto | Zarauz     | Guipúzcoa  |
| 8     | I Bandera de Zarauz (2ª jornada) | 16 agosto | Zarauz     | Guipúzcoa  |

## Traineras participantes
| Equipo    | Nombre de la Trainera | Patrona                                  | Localidad | Provincia |
| --------- | --------------------- | ---------------------------------------- | --------- | --------- |
| Cataluña  | Galicia               | María López, Laura Hermo                 | -         | Cataluña  |
| Galicia   | Galicia               | Laura Hermo, María López                 | -         | Galicia   |
| Guipúzcoa | Gipuzkoa              | Olatz Aldalur, M.Urbieta, A.Arrizabalaga | -         | Guipúzcoa |
| Vizcaya   | Bizkaia               | Iratxe Ortiz de Pinedo                   | -         | Vizcaya   |

Las patronas de Galicia se turnaron para dirigir también al equipo de Cataluña. Ambos equipos compartieron la trainera de Galicia ya que las regatas se disputaron en modalidad contrarreloj.

## Clasificación
A continuación se recoge la clasificación en cada una de las regatas disputadas en cada grupo.
Los puntos se reparten entre las cuatro participantes en cada regata. 
| Posición | 1.º | 2.º | 3.º | 4.º |
| Puntos   | 4   | 3   | 2   | 1   |

| Pos. | Club      | Trainera | 1 GRO | 2 PON | 3 CUD | 4 PLE | 5 ZUM | 6 GUE | 7 ZA1 | 8 ZA2 | Puntos |
| ---- | --------- | -------- | ----- | ----- | ----- | ----- | ----- | ----- | ----- | ----- | ------ |
| 1    | Galicia   | Galicia  | 2     | 1     | 1     | 1     | 1     | 1     | 1     | 2     | 30     |
| 2    | Guipúzcoa | Gipuzkoa | 1     | 3     | 2     | 2     | DSQ   | 3     | 2     | 1     | 21     |
| 3    | Vizcaya   | Bizkaia  | 3     | 2     | 3     | 3     | 2     | 2     | 3     | 3     | 19     |
| 4    | Cataluña  | Galicia  | 4     | 4     | 4     | 4     | DSQ   | 4     | 4     | 4     | 7      |

| Color  | Resultado           |
| ------ | ------------------- |
| Oro    | Ganador             |
| Plata  | Segundo             |
| Bronce | Tercero             |
| Verde  | Puntuó              |
| Negro  | DSQ - Descalificado |

| Evolución de la clasificación general                            |                                                                  |
| ---------------------------------------------------------------- | ---------------------------------------------------------------- |
| Gráfico no disponible temporalmente debido a problemas técnicos. |                                                                  |
|                                                                  | Gráfico no disponible temporalmente debido a problemas técnicos. |